# Tetsurō Matsuzawa
Pour les articles homonymes, voir Matsuzawa.
 (août 2020).
Tetsurō Matsuzawa (松沢哲郎, Matsuzawa Tetsurō) est un éthologue japonais né le 15 octobre 1950 dans la préfecture d'Ehime. Spécialiste en primatologie, il est à l'origine de l'hypothèse du compromis cognitif.

## Récompenses et distinctions
- 2004 : récipiendaire de la médaille au ruban pourpre
- 2013 : Personne de mérite culturel[1]